# Artigues (Ariège)
Pour les articles homonymes, voir Artigues.
Artigues (en occitan : Artigas) est une commune française située dans le département de l'Ariège, en région Occitanie.
Localisée dans le sud-est du département, la commune  fait partie, sur le plan historique et culturel, du Donezan, qui faisait jadis partie du comté de Razès puis du comté de Foix. Il s'agit d'une sorte de plateau granitique isolé du monde, entouré d'un écrin montagneux et occupé par sept villages. Exposée à un climat océanique altéré, elle est drainée par le  ruisseau d'Artigues et par divers autres petits cours d'eau. La commune possède un patrimoine naturel remarquable : trois sites Natura 2000 (les sites « Quérigut, Orlu », la « haute Vallée de l'Aude et Bassin de l'Aiguette » et « Quérigut, Laurenti, Rabassolles, Balbonne, la Bruyante, haute vallée de l'Oriège »), un espace protégé (« Laurenti ») et cinq zones naturelles d'intérêt écologique, faunistique et floristique.
Artigues est une commune rurale qui compte 32 habitants en 2022, après avoir connu un pic de population de 376 habitants en 1872. Ses habitants sont appelés les Artiguois ou Artiguoises.

## Géographie

### Localisation
- 1Carte dynamique
- 2Carte OpenStreetMap
- 3Carte topographique
- 4Carte avec les communes environnantes

La commune d'Artigues se trouve dans le département de l'Ariège, en région Occitanie.
Elle se situe à 47 km à vol d'oiseau de Foix, préfecture du département, et à 19 km d'Ax-les-Thermes, bureau centralisateur du canton de Haute-Ariège dont dépend la commune depuis 2015 pour les élections départementales.
La commune fait en outre partie du bassin de vie de Quillan.
Les communes les plus proches sont : 
Le Pla (1,0 km), Rouze (1,5 km), Mijanès (1,8 km), Le Puch (2,6 km), Quérigut (3,2 km), Carcanières (3,2 km), Campagna-de-Sault (4,8 km), Escouloubre (5,1 km).
Sur le plan historique et culturel, Artigues fait partie du Donezan, qui faisait jadis partie du comté de Razès puis du comté de Foix. Il s'agit d'une sorte de plateau granitique isolé du monde, entouré d'un écrin montagneux et occupé par sept vilages.

### Communes limitrophes
| Les communes limitrophes sont Mijanès, Orlu, Le Pla, Rouze et Fontrabiouse. Les limites communales de Artigues et celles de ses communes adjacentes. | \| \| Rouze \| \| \| Mijanès \| Artigues \| Le Pla \| \| Orlu \| Fontrabiouse (Pyrénées-Orientales) \| \| |        |
| | Rouze |        |
| Mijanès | Artigues                                                                                                  | Le Pla |
| Orlu | Fontrabiouse (Pyrénées-Orientales)                                                                        |        |

### Climat
Pour des articles plus généraux, voir Climat de l'Occitanie et Climat de l'Ariège.
En 2010, le climat de la commune est de type climat océanique altéré, selon une étude s'appuyant sur une série de données couvrant la période 1971-2000. En 2020, Météo-France publie une typologie des climats de la France métropolitaine dans laquelle la commune est exposée à un climat de montagne et est dans une zone de transition entre les régions climatiques « Pyrénées orientales » et « Pyrénées centrales ».
Pour la période 1971-2000, la température annuelle moyenne est de 9,5 °C, avec une amplitude thermique annuelle de 14,9 °C. Le cumul annuel moyen de précipitations est de 899 mm, avec 8,6 jours de précipitations en janvier et 6,1 jours en juillet. Pour la période 1991-2020, la température moyenne annuelle observée sur la station météorologique la plus proche, située sur la commune d'Ascou à 17 km à vol d'oiseau, est de 9,3 °C et le cumul annuel moyen de précipitations est de 1 258,8 mm,. Pour l'avenir, les paramètres climatiques de la commune estimés pour 2050 selon différents scénarios d'émission de gaz à effet de serre sont consultables sur un site dédié publié par Météo-France en novembre 2022.

### Milieux naturels et biodiversité

#### Espaces protégés
La protection réglementaire est le mode d’intervention le plus fort pour préserver des espaces naturels remarquables et leur biodiversité associée,.
Un  espace protégé est présent sur la commune : « Laurenti », une réserve biologique dirigée, d'une superficie de 297 ha.

#### Réseau Natura 2000

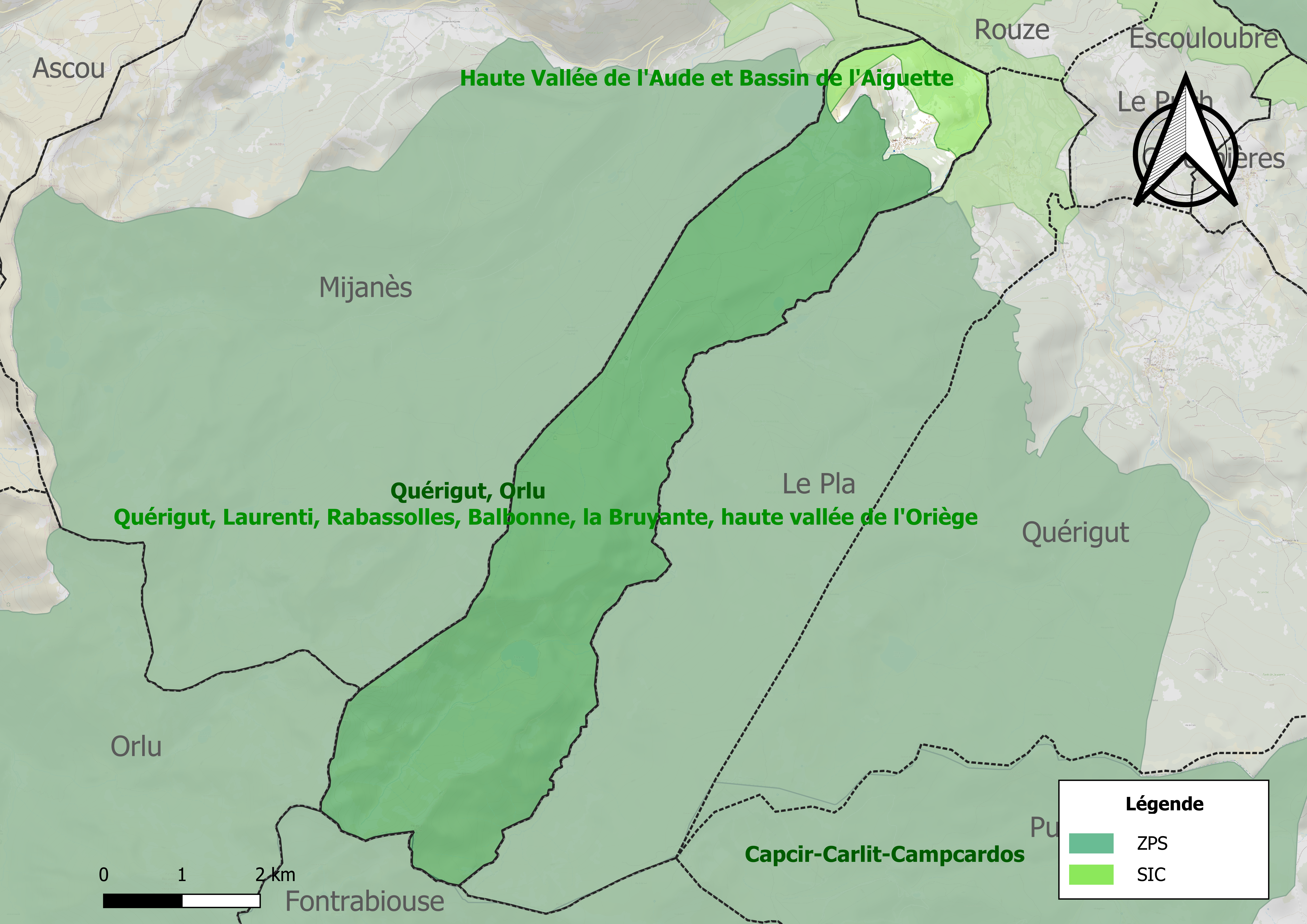
Sites Natura 2000 sur le territoire communal.

Le réseau Natura 2000 est un réseau écologique européen de sites naturels d'intérêt écologique élaboré à partir des directives habitats et oiseaux, constitué de zones spéciales de conservation (ZSC) et de zones de protection spéciale (ZPS).
Deux sites Natura 2000 ont été définis sur la commune au titre de la directive habitats :
- « Quérigut, Laurenti, Rabassolles, Balbonne, la Bruyante, haute vallée de l'Oriège », d'une superficie de 10 255 ha, un vaste ensemble de type écocomplexe avec opposition de communautés de caractère boréo-alpin et de communautés de caractère oro-méditerranéen[17] ;
- la « haute Vallée de l'Aude et Bassin de l'Aiguette », d'une superficie de 17 055 ha, particulièrement intéressant pour ses milieux aquatiques. Il comprend des populations de Desmans des Pyrénées, Barbeau méridional, d'Écrevisse à pattes blanches ainsi que des chabots[18] ;

et un au titre de la directive oiseaux : 
- le site « Quérigut, Orlu », d'une superficie de 10 255 ha, très régulièrement fréquenté par dix-sept espèces d'oiseaux de l'annexe 1, parmi elles, on retrouve huit espèces de rapaces diurnes et deux rapaces nocturnes[19].

#### Zones naturelles d'intérêt écologique, faunistique et floristique
L’inventaire des zones naturelles d'intérêt écologique, faunistique et floristique (ZNIEFF) a pour objectif de réaliser une couverture des zones les plus intéressantes sur le plan écologique, essentiellement dans la perspective d’améliorer la connaissance du patrimoine naturel national et de fournir aux différents décideurs un outil d’aide à la prise en compte de l’environnement dans l’aménagement du territoire.
Trois ZNIEFF de type 1 sont recensées sur la commune :
- « l'Aude et son affluent la Bruyante » (37 ha), couvrant 6 communes dont 4 dans l'Ariège et 2 dans l'Aude[21] ;
- les « montagnes et vallées du Donezan centre et ouest » (8 618 ha), couvrant 12 communes dont 7 dans l'Ariège, 3 dans l'Aude et 2 dans les Pyrénées-Orientales[22],
- « vallée et bassin versant de l'Oriège » (8 937 ha), couvrant 9 communes dont 6 dans l'Ariège et 3 dans les Pyrénées-Orientales[23] ;

et deux ZNIEFF de type 2, : 
- « le bassin versant de l'Oriège et montagnes orientales d'Ax-les-Thermes » (18 551 ha), couvrant 25 communes dont 18 dans l'Ariège, 4 dans l'Aude et 3 dans les Pyrénées-Orientales[24] ;
- le « massif de Quérigut et forêt du Carcanet (Donezan) » (12 106 ha), couvrant 32 communes dont 18 dans l'Ariège, 10 dans l'Aude et 4 dans les Pyrénées-Orientales[25].

Carte des ZNIEFF de type 1 et 2 à Artigues.
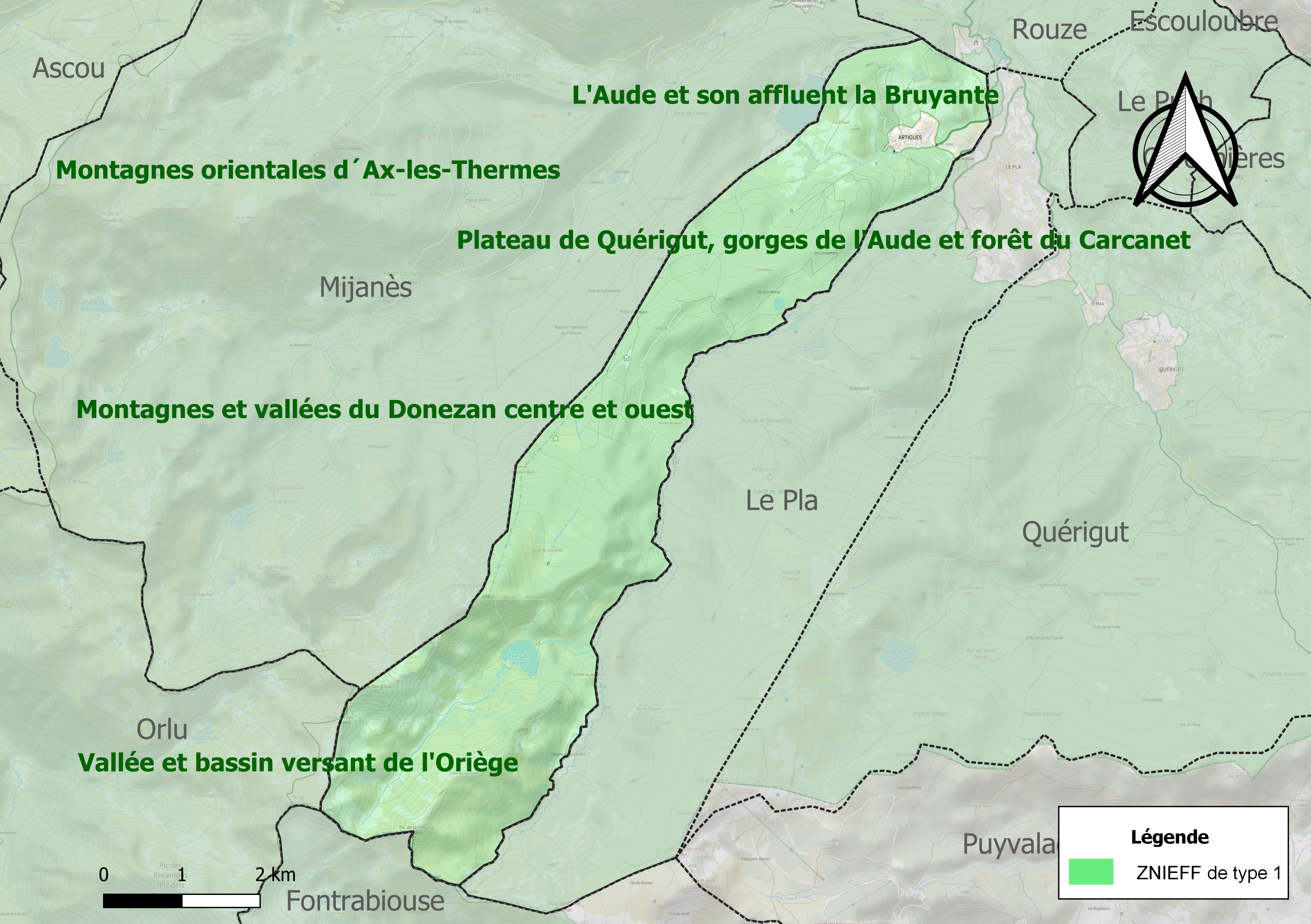
Carte des ZNIEFF de type 1 sur la commune.
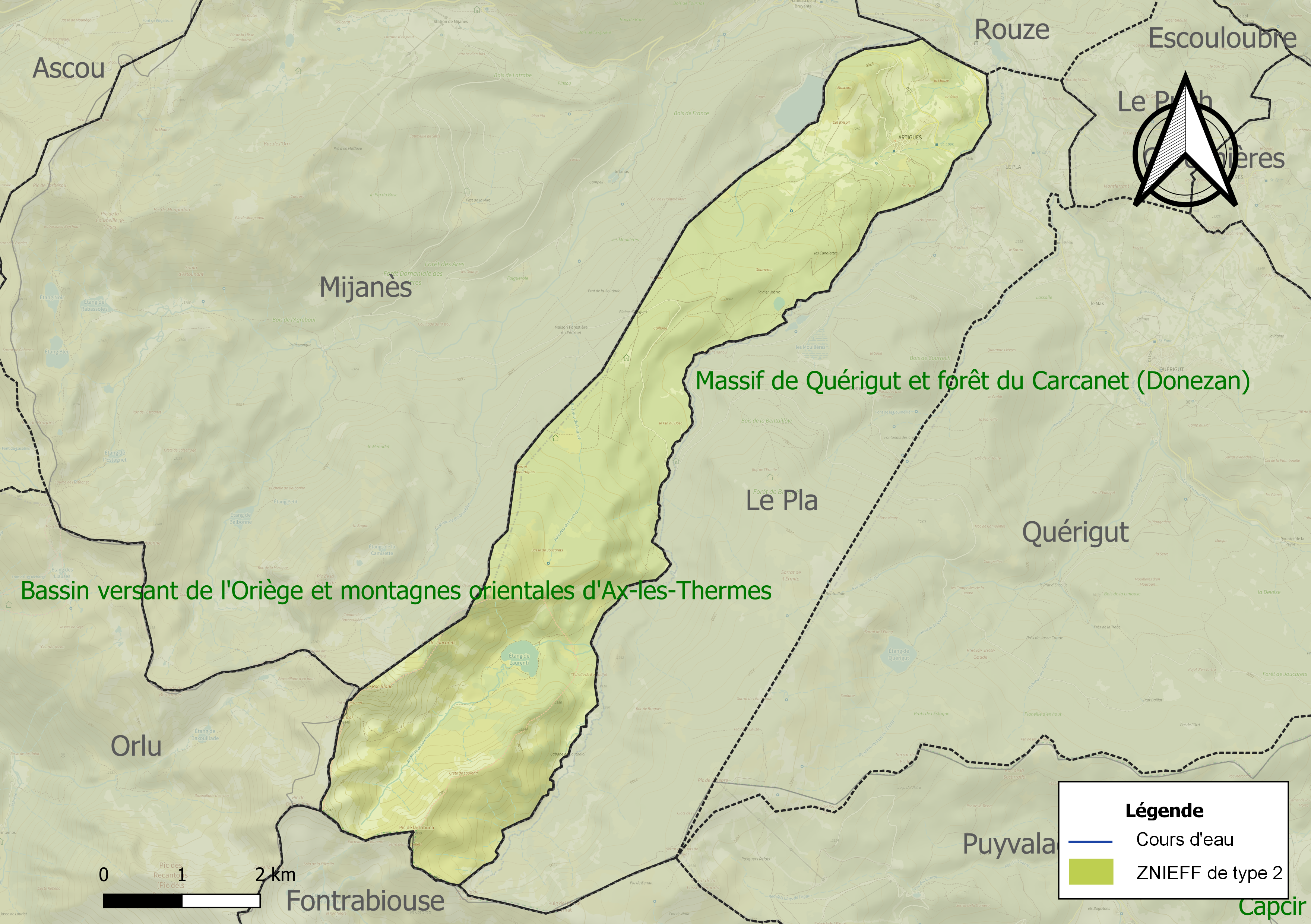
Carte des ZNIEFF de type 2 sur la commune.

## Urbanisme

### Typologie
Au 1er janvier 2024, Artigues est catégorisée commune rurale à habitat très dispersé, selon la nouvelle grille communale de densité à 7 niveaux définie par l'Insee en 2022.
Elle est située hors unité urbaine et hors attraction des villes,.

### Occupation des sols

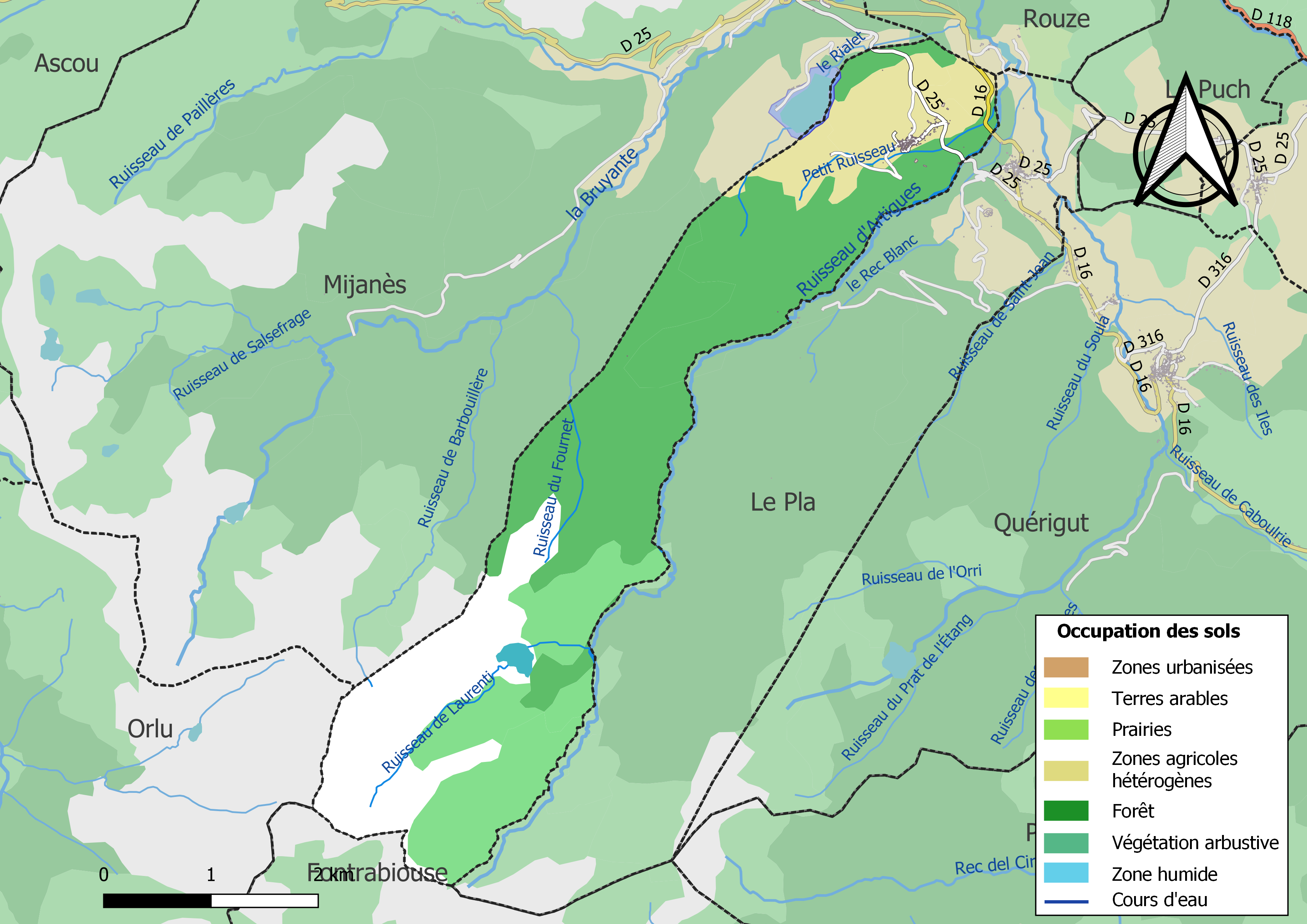
Carte des infrastructures et de l'occupation des sols de la commune en 2018 (CLC).

L'occupation des sols de la commune, telle qu'elle ressort de la base de données européenne d’occupation biophysique des sols Corine Land Cover (CLC), est marquée par l'importance des forêts et milieux semi-naturels (87,4 % en 2018), en diminution par rapport à 1990 (95 %). La répartition détaillée en 2018 est la suivante : 
forêts (45,6 %), espaces ouverts, sans ou avec peu de végétation (26 %), milieux à végétation arbustive et/ou herbacée (15,7 %), zones agricoles hétérogènes (12,3 %), eaux continentales (0,4 %). L'évolution de l’occupation des sols de la commune et de ses infrastructures peut être observée sur les différentes représentations cartographiques du territoire : la carte de Cassini (XVIIIe siècle), la carte d'état-major (1820-1866) et les cartes ou photos aériennes de l'IGN pour la période actuelle (1950 à aujourd'hui).

### Habitat et logement
En 2018, le nombre total de logements dans la commune était de 116, alors qu'il était de 101 en 2013 et de 109 en 2008.
Parmi ces logements, 27,8 % étaient des résidences principales, 71,3 % des résidences secondaires et 0,8 % des logements vacants. Ces logements étaient pour 92,6 % d'entre eux des maisons individuelles et pour 7,4 % des appartements.
Le tableau ci-dessous présente la typologie des logements à Artigues en 2018 en comparaison avec celle de l'Ariège et de la France entière. Une caractéristique marquante du parc de logements est ainsi une proportion de résidences secondaires et logements occasionnels (71,3 %) supérieure à celle du département (24,6 %) et à celle de la France entière (9,7 %). Concernant le statut d'occupation de ces logements, 73,9 % des habitants de la commune sont propriétaires de leur logement (66,7 % en 2013), contre 66,3 % pour l'Ariège et 57,5 % pour la France entière.
| Typologie                                               | Artigues | Ariège | France entière |
| ------------------------------------------------------- | -------- | ------ | -------------- |
| Résidences principales (en %)                           | 27,8     | 65,7   | 82,1           |
| Résidences secondaires et logements occasionnels (en %) | 71,3     | 24,6   | 9,7            |
| Logements vacants (en %)                                | 0,8      | 9,7    | 8,2            |

### Risques majeurs
Le territoire de la commune d'Artigues est vulnérable à différents aléas naturels : inondations, climatiques (grand froid ou canicule), feux de forêts, mouvements de terrains, avalanche  et séisme (sismicité modérée). Il est également exposé à un risque particulier, le risque radon,.

#### Risques naturels

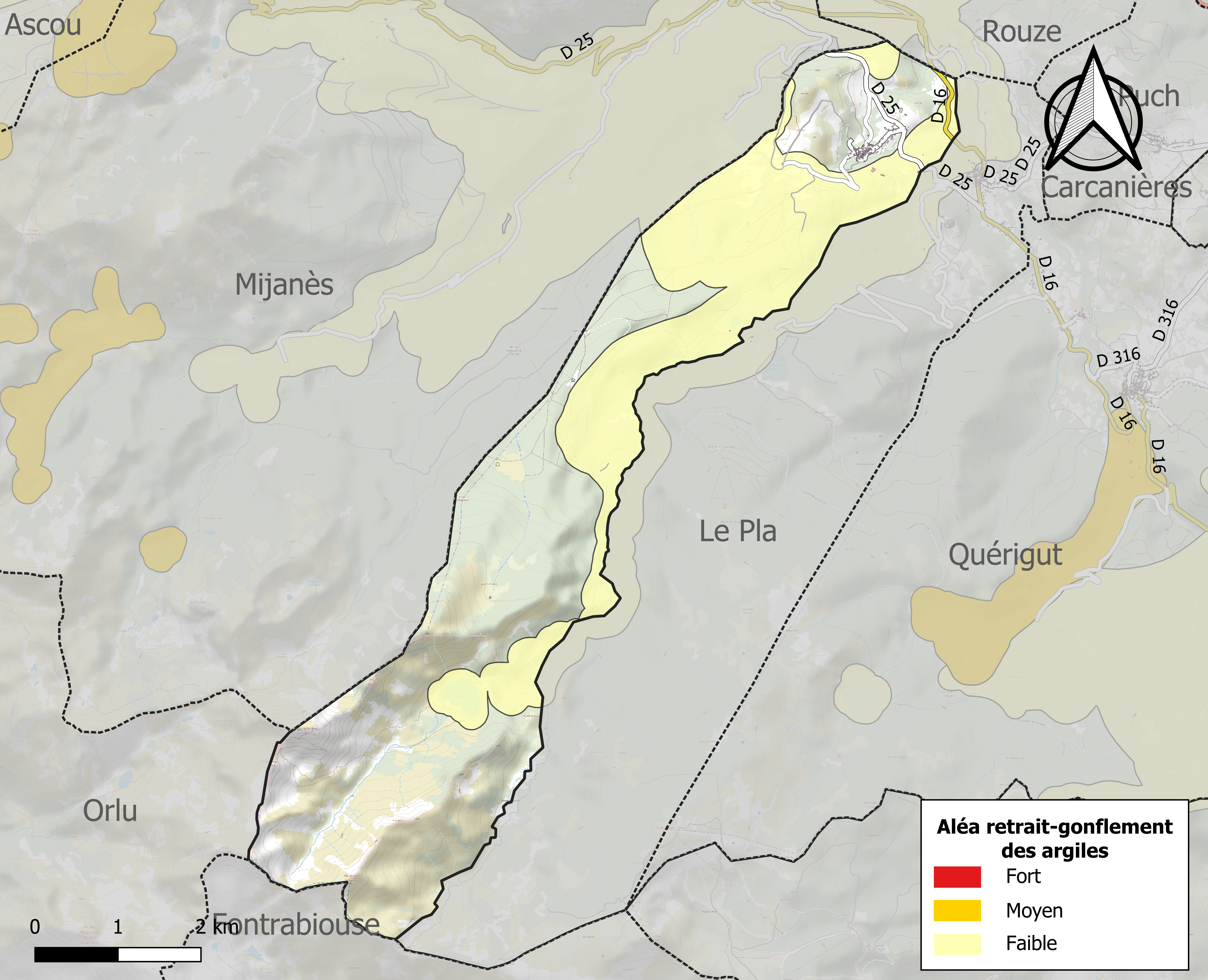
Zonage de l'aléa retrait-gonflement des argiles sur la commune d'Artigues.

Certaines parties du territoire communal sont susceptibles d’être affectées par le risque d’inondation par débordement, crue torrentielle d'un cours d'eau, ou ruissellement d'un versant.
Les mouvements de terrains susceptibles de se produire sur la commune sont soit des chutes de blocs, soit des glissements de terrains, soit des effondrements liés à des cavités souterraines, soit des mouvements liés au retrait-gonflement des argiles. Près de 50 % de la superficie du département est concernée par l'aléa retrait-gonflement des argiles, dont la commune d'Artigues. L'inventaire national des cavités souterraines permet par ailleurs de localiser celles situées sur la commune.

#### Risque particulier
Dans plusieurs parties du territoire national, le radon, accumulé dans certains logements ou autres locaux, peut constituer une source significative d’exposition de la population aux rayonnements ionisants. Toutes les communes du département sont concernées par le risque radon à un niveau plus ou moins élevé. Selon la classification de 2018, la commune d'Artigues est classée en zone 3, à savoir zone à potentiel radon significatif.

## Toponymie
C'est un toponyme qui peut avoir deux sens : soit un bois de chênes verts (arte + suffixe -aga), soit une terre défrichée (équivalent de l'occitan artiga).

## Histoire
Le finage était réputé au siècle dernier pour sa production de pommes de terre.
En partie sur le territoire communal, le barrage des Grandes Pâtures sur le Rialet, commencé en 1942, a été achevé en 1949 pour la production hydrolectrique.

## Politique et administration

### Découpage territorial
La commune d'Artigues est membre de la communauté de communes de la Haute Ariège, un établissement public de coopération intercommunale (EPCI) à fiscalité propre créé le 27 septembre 2016 dont le siège est à Luzenac. Ce dernier est par ailleurs membre d'autres groupements intercommunaux.
Sur le plan administratif, elle est rattachée à l'arrondissement de Foix, au département de l'Ariège, en tant que circonscription administrative de l'État, et à la région Occitanie.
Sur le plan électoral, elle dépend du canton de Haute-Ariège pour l'élection des conseillers départementaux, depuis le redécoupage cantonal de 2014 entré en vigueur en 2015, et de la première circonscription de l'Ariège  pour les élections législatives, depuis le redécoupage électoral de 1986.

### Liste des maires
| Période                                  | Période   | Identité            | Étiquette | Qualité       |
| ---------------------------------------- | --------- | ------------------- | --------- | ------------- |
| 29 avril 1945                            | 1955      | Henri Assaillit     |           |               |
|                                          |           | Paul Uteza          | PS        |               |
| mars 2001                                | mars 2008 | Édouard Macou       |           |               |
| mars 2008                                | En cours  | Jean-Luc Annouilles | DVG       | Fonctionnaire |
| Les données manquantes sont à compléter. |           |                     |           |               |

## Démographie
L'évolution du nombre d'habitants est connue à travers les recensements de la population effectués dans la commune depuis 1793. Pour les communes de moins de 10 000 habitants, une enquête de recensement portant sur toute la population est réalisée tous les cinq ans, les populations de référence des années intermédiaires étant quant à elles estimées par interpolation ou extrapolation. Pour la commune, le premier recensement exhaustif entrant dans le cadre du nouveau dispositif a été réalisé en 2005.

En 2022, la commune comptait 32 habitants, en évolution de −41,82 % par rapport à 2016 (Ariège : +1,48 %, France hors Mayotte : +2,11 %).
| 1793 | 1800 | 1806 | 1821 | 1831 | 1836 | 1841 | 1846 | 1851 |
| ---- | ---- | ---- | ---- | ---- | ---- | ---- | ---- | ---- |
| 234  | 127  | 277  | 287  | 307  | 313  | 337  | 319  | 352  |

| 1856 | 1861 | 1866 | 1872 | 1876 | 1881 | 1886 | 1891 | 1896 |
| ---- | ---- | ---- | ---- | ---- | ---- | ---- | ---- | ---- |
| 320  | 350  | 351  | 376  | 358  | 322  | 324  | 306  | 260  |

| 1901 | 1906 | 1911 | 1921 | 1926 | 1931 | 1936 | 1946 | 1954 |
| ---- | ---- | ---- | ---- | ---- | ---- | ---- | ---- | ---- |
| 218  | 208  | 184  | 159  | 139  | 125  | 105  | 102  | 101  |

| 1962 | 1968 | 1975 | 1982 | 1990 | 1999 | 2005 | 2006 | 2010 |
| ---- | ---- | ---- | ---- | ---- | ---- | ---- | ---- | ---- |
| 67   | 60   | 50   | 29   | 21   | 38   | 63   | 64   | 50   |

| 2015 | 2020 | 2022 | - | - | - | - | - | - |
| ---- | ---- | ---- | - | - | - | - | - | - |
| 54   | 35   | 32   | - | - | - | - | - | - |

## Économie

### Emploi
| Division       | 2008   | 2013   | 2018   |
| -------------- | ------ | ------ | ------ |
| Commune        | 10,7 % | 23,5 % | 7,7 %  |
| Département    | 8,9 %  | 11,1 % | 11,2 % |
| France entière | 8,3 %  | 10 %   | 10 %   |

En 2018, la population âgée de 15 à 64 ans s'élève à 18 personnes, parmi lesquelles on compte 61,5 % d'actifs (53,8 % ayant un emploi et 7,7 % de chômeurs) et 38,5 % d'inactifs,. En  2018, le taux de chômage communal (au sens du recensement) des 15-64 ans est inférieur à celui de la France et du département, alors qu'en 2008 la situation était inverse.
La commune est hors attraction des villes,. Elle compte 4 emplois en 2018, contre 11 en 2013 et 6 en 2008. Le nombre d'actifs ayant un emploi résidant dans la commune est de 11, soit un indicateur de concentration d'emploi de 34,2 % et un taux d'activité parmi les 15 ans ou plus de 25,7 %.
Sur ces 11 actifs de 15 ans ou plus ayant un emploi, aucun ne travaille dans la commune. Pour se rendre au travail, la totalité des habitants utilise un véhicule personnel ou de fonction à quatre roues.

### Activités hors agriculture
4 établissements sont implantés  à Artigues au 31 décembre 2019.
Le secteur de l'administration publique, l'enseignement, la santé humaine et l'action sociale est prépondérant sur la commune puisqu'il représente 50 % du nombre total d'établissements de la commune (2 sur les 4 entreprises implantées  à Artigues), contre 14,4 % au niveau départemental.
- Gite de groupe "Le sapin rouge" avec restaurant.
- Le barrage hydroélectrique de Noubals se trouve pour une petite partie sur le territoire communal, lequel longe la rive Est du lac de retenue.

### Agriculture
|                                   | 1988 | 2000 | 2010 |
| --------------------------------- | ---- | ---- | ---- |
| Exploitations                     | 1    | 1    | 1    |
| Superficie agricole utilisée (ha) | 4    | 71   | 150  |

La commune fait partie de la petite région agricole dénommée « Région pyrénéenne ». En 2010, l'orientation technico-économique de l'agriculture  sur la commune est l'élevage de bovins pour la viande. une seule  exploitation agricole ayant son siège dans la commune est recensée lors du recensement agricole de 2010 (un en 1988). La superficie agricole utilisée est de 150 ha.

## Culture locale et patrimoine

### Lieux et monuments
- Êglise Saint-Just.
- Étang de Laurenti à 1 936 m d'altitude.
- Lavoir couvert.

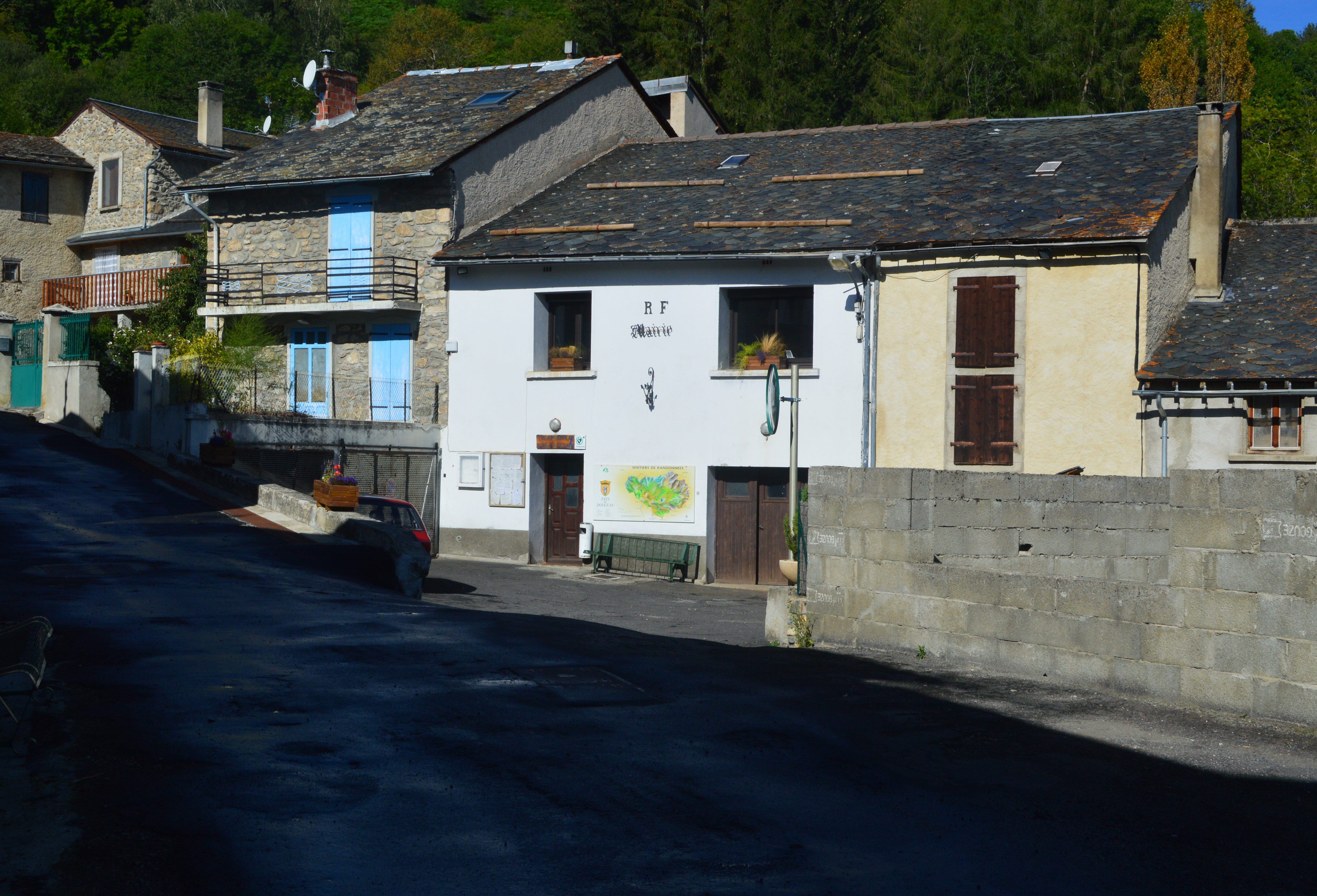
La mairie
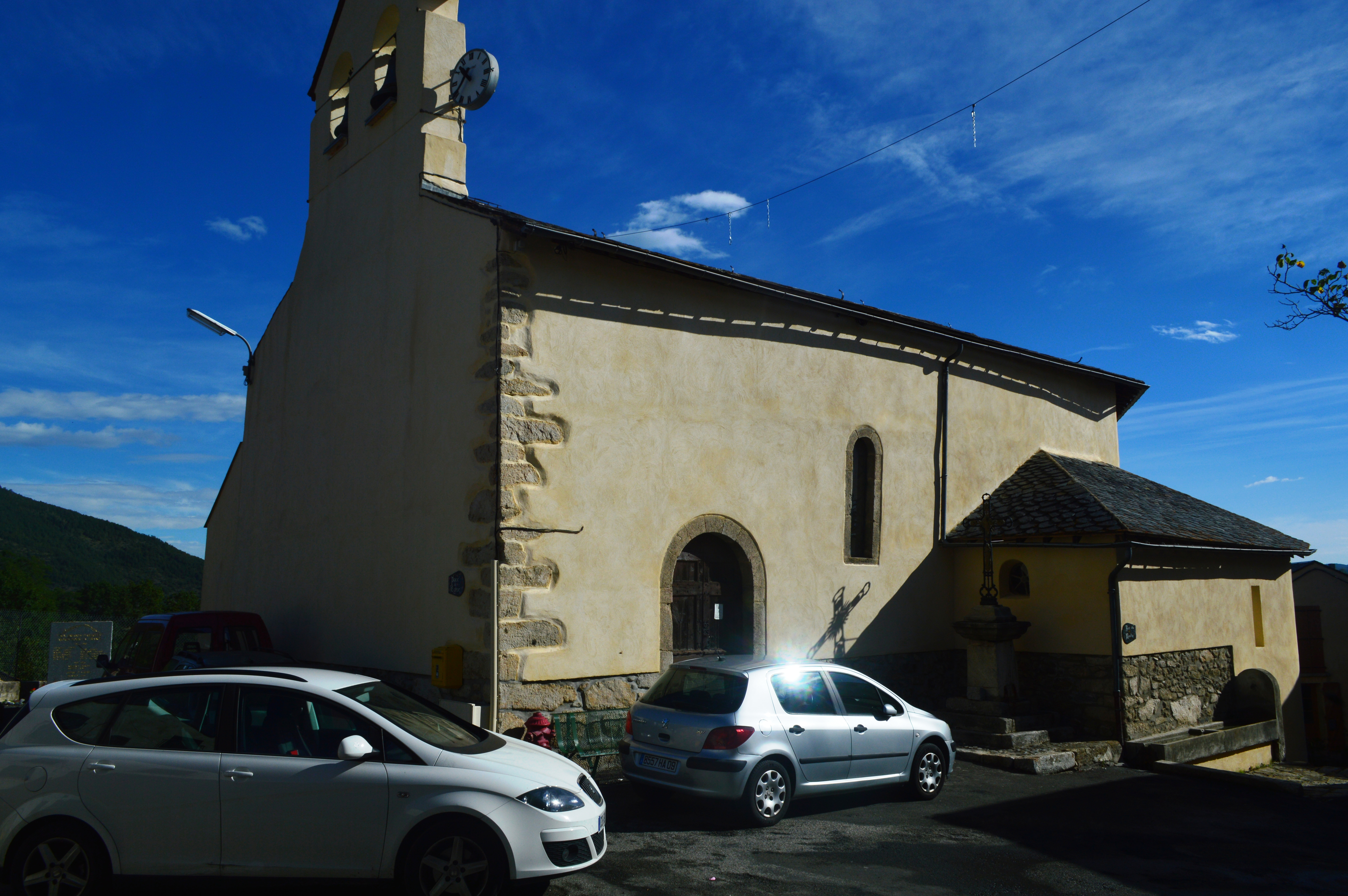
L'église Saint-Just.
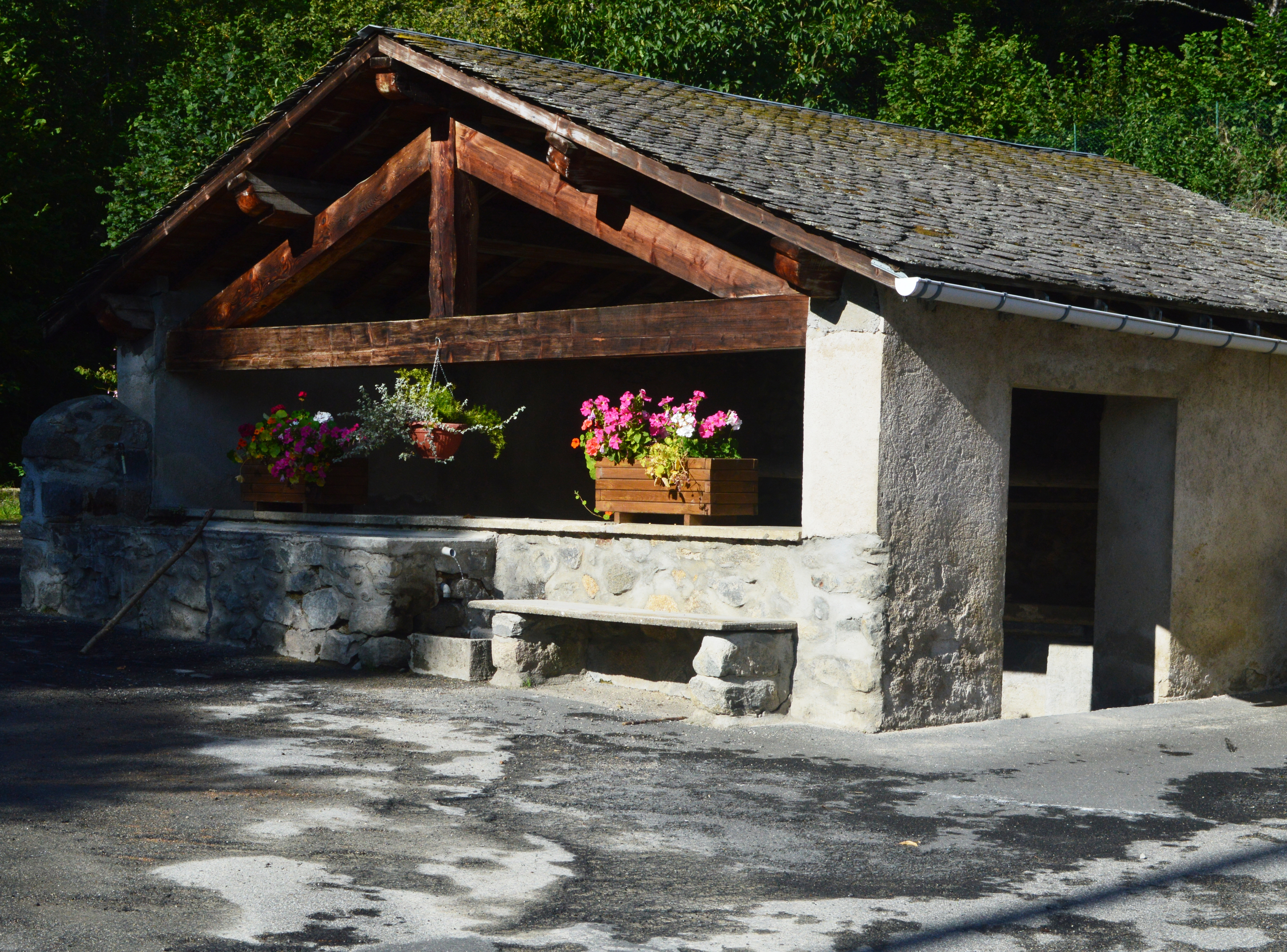
Un lavoir
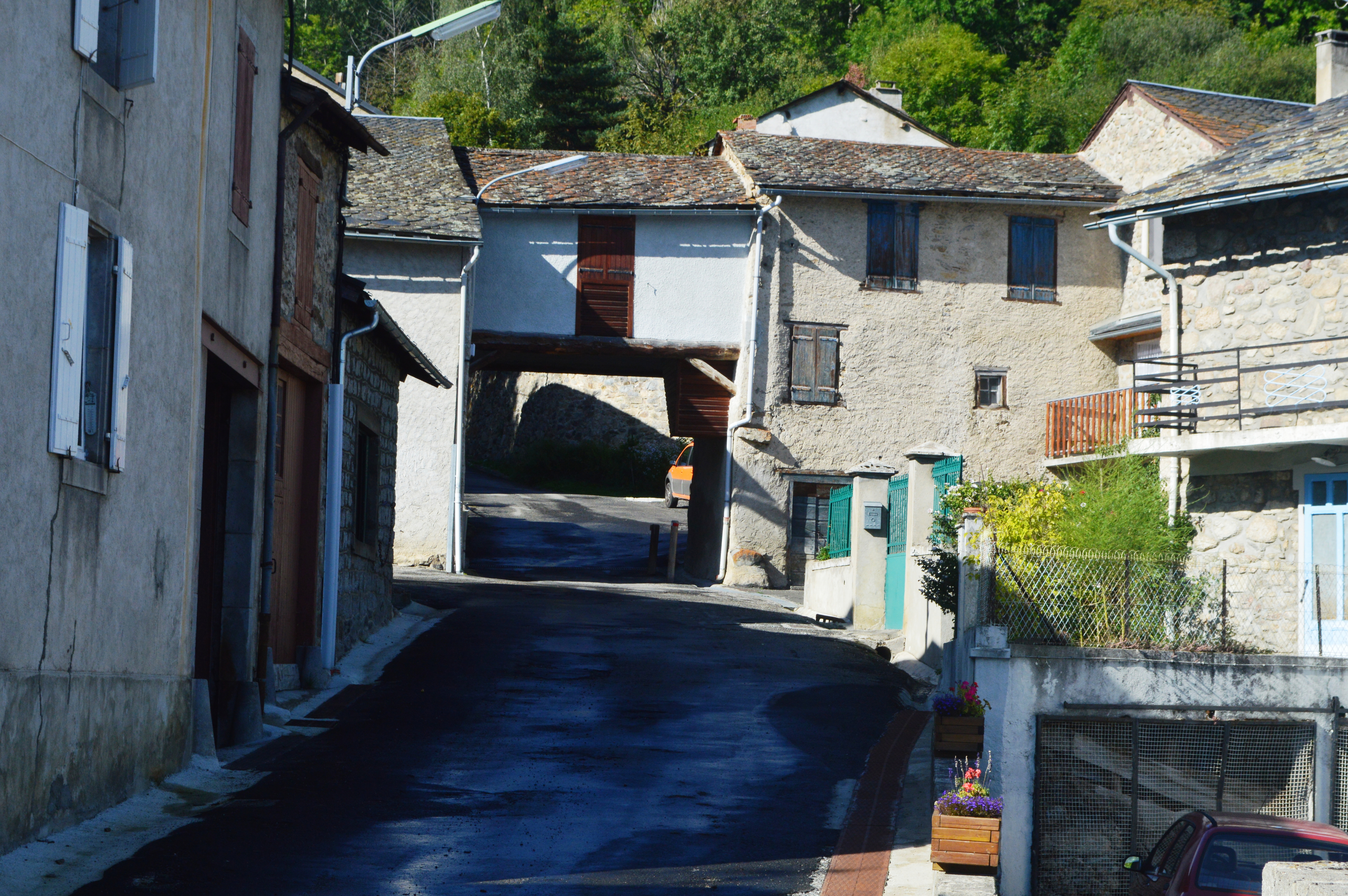
Une rue du village
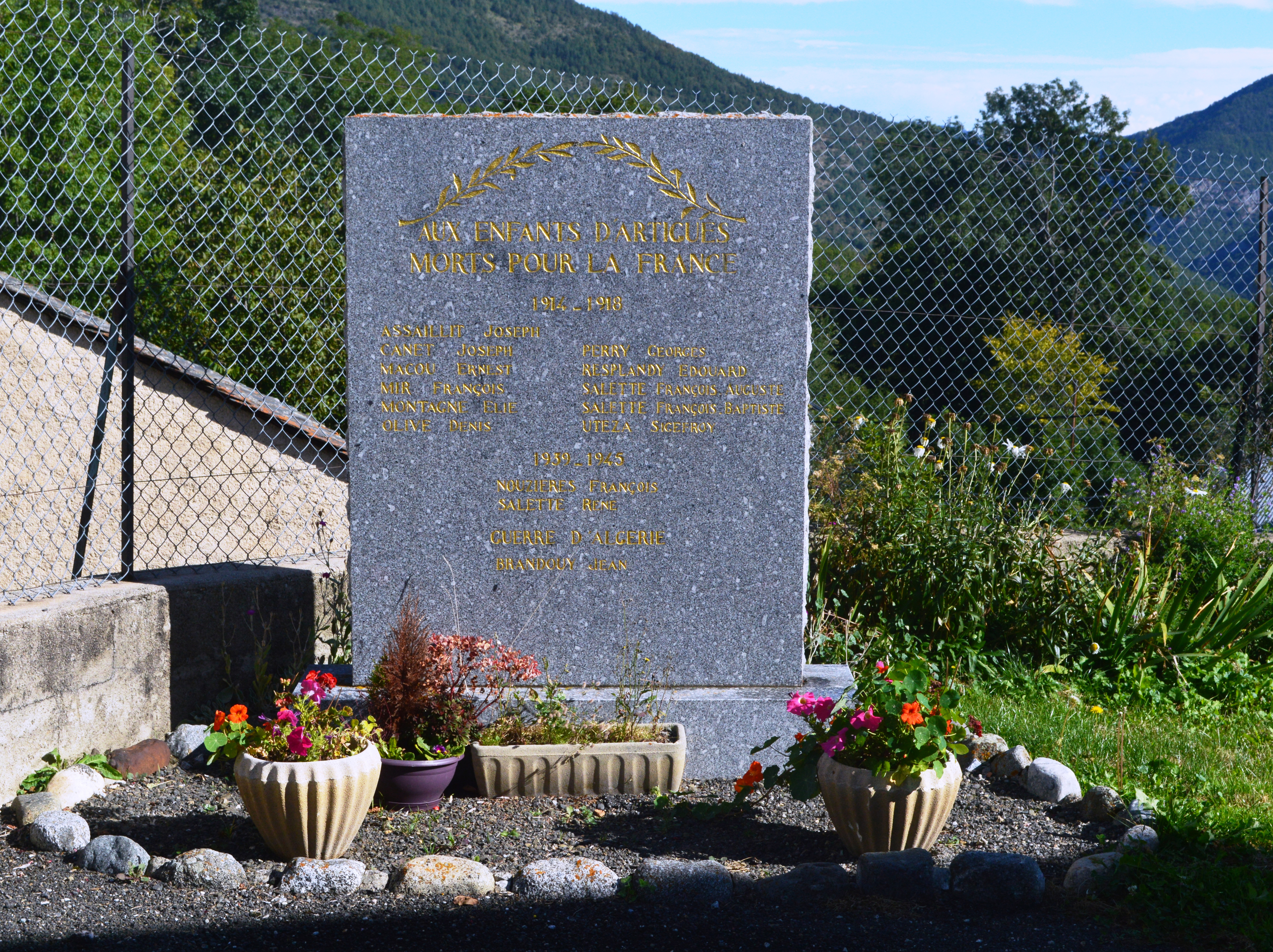
Monument aux morts
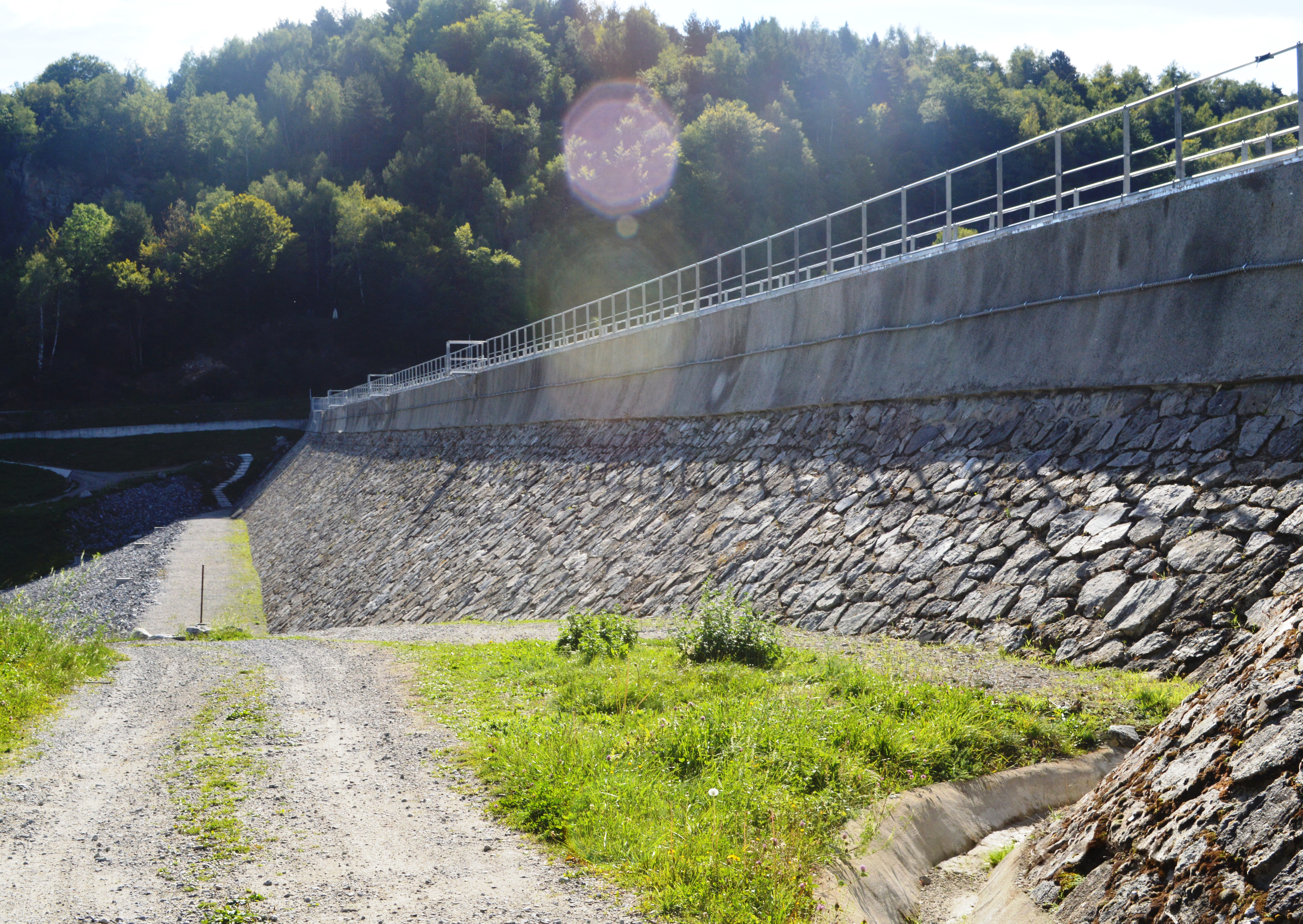
Barrage de Noubals
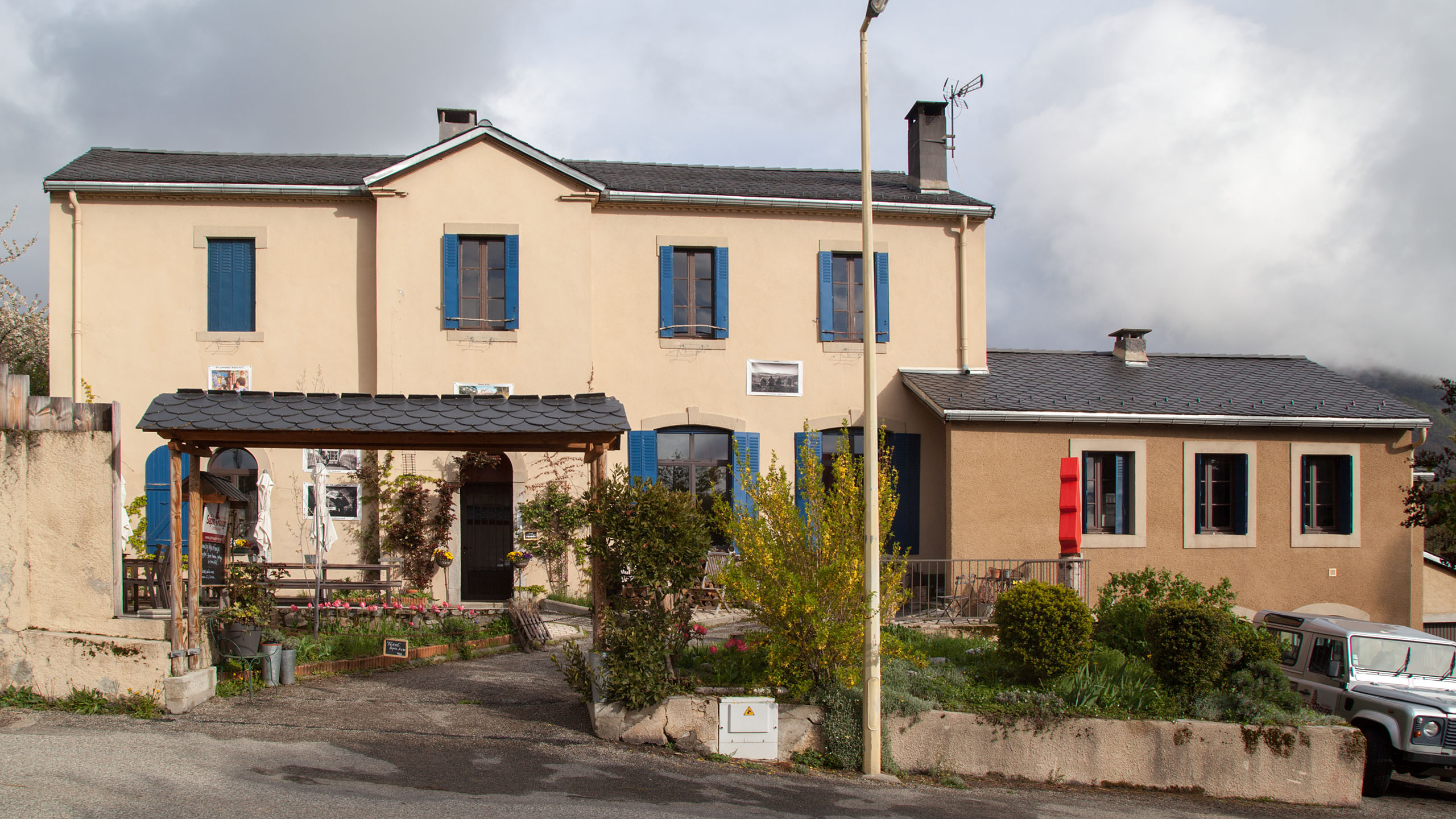
L'école
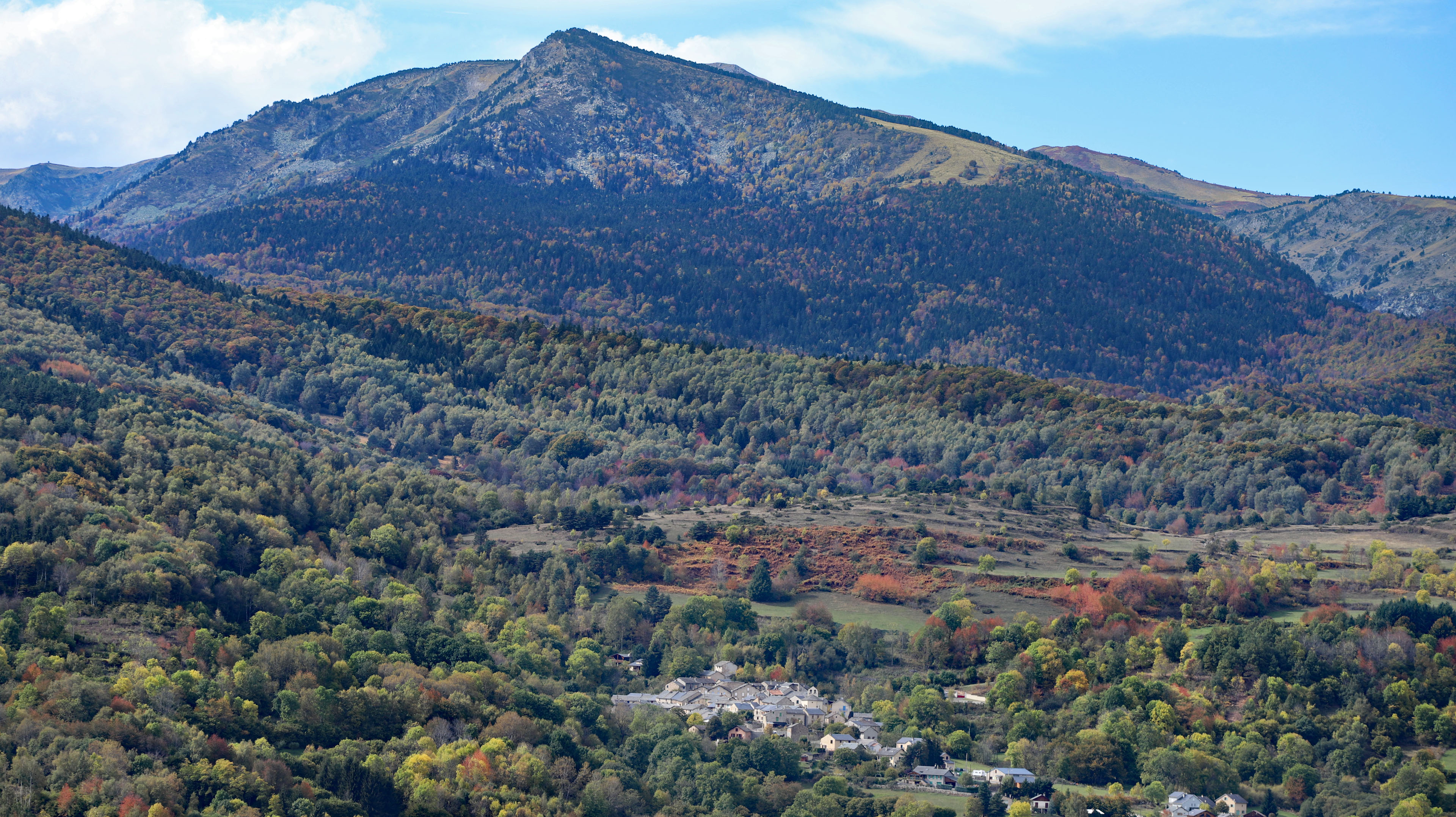
Vue lointaine, au fond le pic du Ginesta 1974 m
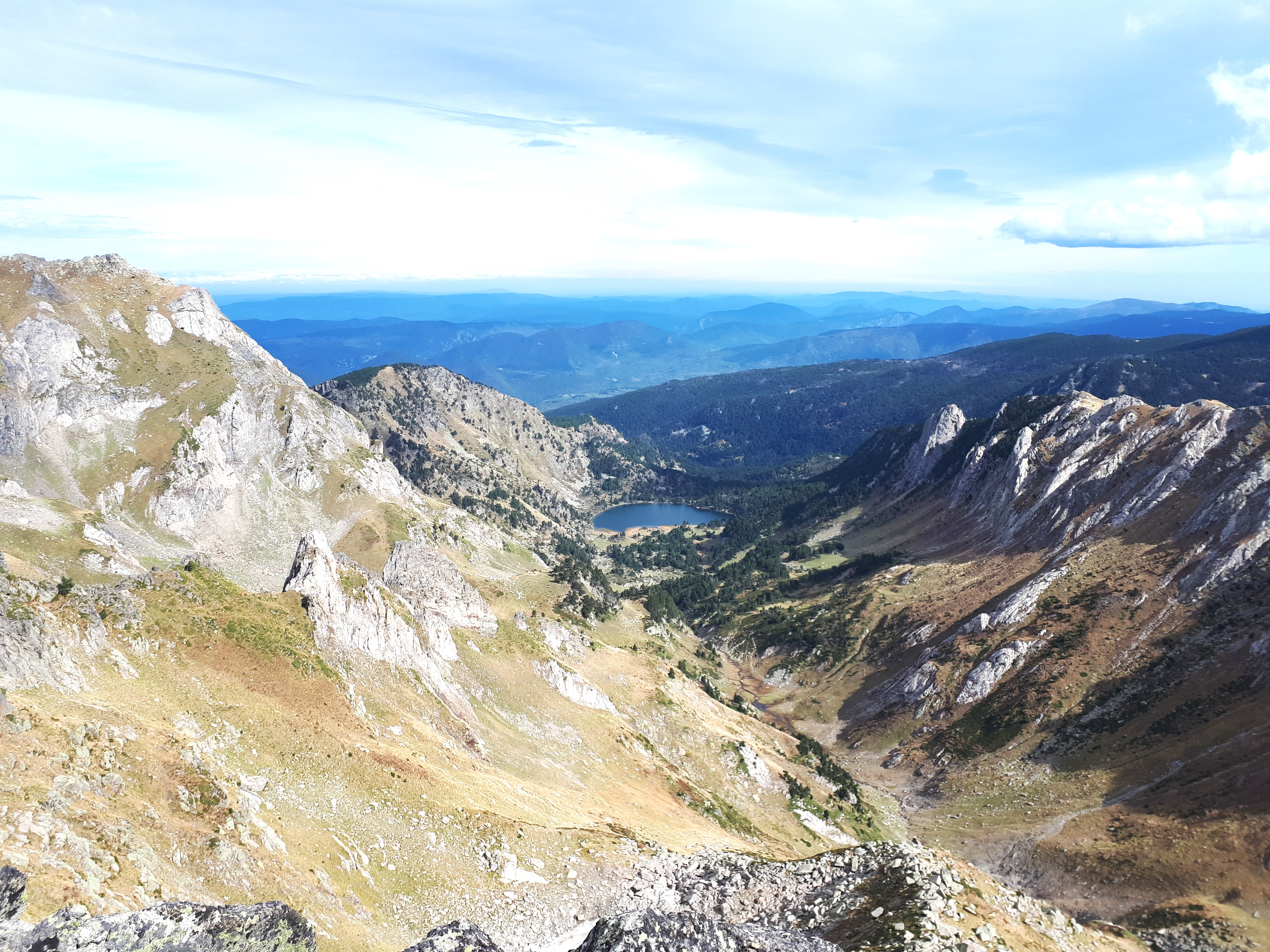
L'étang de Laurenti. À gauche - Roc Blanc (altitude 2 542 mètres).

### Personnalités liées à la commune
- Henry Assaillit (1895-1962), fut maire en 1945, puis sénateur

## Pour approfondir